# Biscuits Leclerc
Pour les articles homonymes, voir Leclerc.
Biscuits Leclerc Ltée est une entreprise privée québécoise agroalimentaire spécialisée dans la fabrication de biscuits, basée à Saint-Augustin-de-Desmaures, près de Québec. Fondée en 1905 par François Leclerc, elle possède huit usines en 2024: cinq au Canada (deux à St-Augustin-de-Desmaures près de Québec et trois à Hawkesbury, Cornwall et Brockville, en Ontario) et trois aux États-Unis (une à Williamsport, PA et deux à Kingsport, TN).
|  |

## Histoire
L'entreprise a été fondée en 1905 par François Leclerc, sous le nom de Frs. Leclerc. Natif de l'Île d'Orléans, il commence d'abord à travailler comme commis-épicier en 1883 dans une épicerie à Québec. Il travaille ensuite, à partir de 1893, comme pâtissier et cuisinier dans une boulangerie. Enfin, il intègre en 1899 une manufacture de biscuits que son employeur, les frères Charest, a ouvert. C'est donc grâce à une bonne expérience dans les domaines du commerce de détail et de la fabrication de biscuits qu'il peut ouvrir sa biscuiterie, avec l'aide d'un prêt de 125 $ de son frère.
Celle-ci est ouverte au domaine familial de François Leclerc, sur la rue Arago, où une petite manufacture est aménagée sur deux étages. Les biscuits sont fabriqués à la main, avec l'aide de sa femme, Zélia. Rapidement, des machines sont achetés et quelques employés sont engagés pour accommoder l'augmentation de la production, destinée aux épiciers des quartiers avoisinants.
Entre 1910 et 1920, le réseau de distribution de l'entreprise s'étend aux régions environnantes de Québec; dans les années 30, la Mauricie et la Gaspésie sont approvisionnés. La manufacture prend également de l'expansion: un nouvel étage en 1917 et un agrandissement du rez-de-chaussée en 1920,.
Un incendie majeur survient en mai 1931 qui détruit complètement la manufacture et endommage lourdement la résidence familiale. Bien que les assurances ne couvrent que 2 500 $ des 24 000 $ de dommages subis, un nouveau local est acheté sur la rue Saint-Vallier et l'équipement est réparé, de telle sorte que les opérations reprennent un an plus tard.
François Leclerc meurt en 1939. Les rênes sont reprises par ses fils Albini et Donat, déjà impliqués dans la gestion de l'entreprise depuis plusieurs années. Le premier devient président et s'occupe de l'administration et des ventes, le second est chargé de la production. Albini meurt lui-même en 1957. Sa veuve offre les parts de son mari à Jean-Robert, fils unique de Donat, qui vient récemment d'intégrer l'entreprise. Donat Leclerc devient président de l'entreprise. Jean-Robert est quant à lui chargé des ventes. Il dirigera lui-même l'entreprise plus tard.
Après une certaine stagnation dans la période d'après-guerre, la croissance commence alors à reprendre. La compagnie intègre le marché montréalais au courant des années 60, notamment avec des ententes avec les épiceries Steinberg. Elle fabrique également des biscuits pour la marque privée de Steinberg, un nouveau concept à l'époque.
Une usine est ouverte en 1986 à Saint-Augustin-de-Desmaures, en raison du manque d'espace sur le site de Québec. L'entreprise est en effet en pleine croissance. (Son chiffre d'affaires a quadruplé entre 1980 et 1985, passant à six millions de $). L'usine de Québec sera mise en vente en 1992. Le nouvel emplacement comprend entre autres une ligne de production de cornets de crème glacée. Des barres tendres, un produit qui gagne en popularité à cette époque, sont produits sur ce site à partir de 1989. Une usine est ouverte en 1994 à Hawkesbury, en Ontario, ainsi qu'une seconde à Saint-Augustin-de-Desmaures, en 1999. L'entreprise commence également à produire des céréales ainsi que des tartelettes style pop-tart dans les années 90. En 1996, son chiffre d'affaires atteint 125 millions de $ et ses produits sont distribués dans plusieurs pays.
En 2000, la compagnie intègre Nutriart, une entreprise produisant des garnitures destinées à la fabrication de biscuits et de barres fondée au courant des années 90 par Jacques Leclerc, un des fils de Jean-Robert. Une usine de fabrication de chocolat est construite à Vanier, à Québec, en 2005, au coût de 43 millions de $; cette usine reviendra à Nutriart lorsque celle-ci redeviendra indépendante en 2009, emmenant Jacques et son frère Jean, l'ancien député de Taschereau, qui dirigeait l'entreprise depuis 2003. Ces derniers quittent alors l'entreprise et vendent leurs parts dans Biscuits Leclerc. La séparation se fait non sans acrimonie ; des poursuites sont entamées: l'une par Biscuits Leclerc contre Nutriart et Jacques Leclerc, l'autre par Jacques Leclerc contre des conseillers qui ont participé au processus ayant mené à la sélection de Denis Leclerc à la présidence de l'entreprise, en remplacement de son frère,. Ce dernier, qui possède la compagnie avec ses sœurs Line et Nicole, occupe ce rôle depuis.
Entre temps, la compagnie prend de l'expansion aux États-Unis dans les années 2000. Des usines sont ouvertes à Montgomery (Pennsylvanie), à Kingsport (Tennessee) et à Phoenix (Arizona),. Le marché américain constitue le quart du chiffre d'affaires de l'entreprise en 2008, et 35 % en 2013,. Deux usines supplémentaires ont également été ouvertes en Ontario: à Cornwall en 2018 et à Brockville en 2022,. L'usine de Phoenix a fermé en 2023.

## Marques
En 2024, l'entreprise vend des biscuits de marque Célébration (biscuits au chocolat, feuille d'érable), Tradition 1905 (biscuits à la gelée, biscuits Thé social), ainsi que Vital et Praeventia, qui se veulent plus santé. Elle offre également des barres tendres de marque Chocomax, Muffinmax et Nügabar, ansi que Go Pure, des barres à base de fruits, légumes et grains, depuis l'acquisition de l'entreprise californienne Go Pure Foods en 2011,.